# 순천 송광사 금동 요령
순천 송광사 금동 요령(順天 松廣寺 金銅 搖鈴)은 전라남도 순천시 송광사에 있는, 고려시대의 금동 요령(搖鈴)이다. 요령이란 작은 종으로 절에서 강의할 때 쓴다. 1963년 1월 21일 대한민국의 보물 제176호로 지정되었다.

## 개요
요령(搖鈴)은 절에서 강의할 때 사용한 도구로, 이 요령은 고려 전기에 높이 20.6cm, 지름 6.6cm의 청동으로 만들었다.
몸은 4각형이고 각 면이 팽창되어 둥근 형태를 하고 있다. 몸 위에는 마디가 하나있는 긴 손잡이가 있으며 몸과 접하는 곳은 후세에 보수한 흔적이 있고 손잡이 윗부분도 손상을 입었다. 손잡이 아랫부분은 둥글며, 큼지막한 꽃이 한 송이씩 아래를 향하고 있다.
몸 전체 각 면을 구분하는 모서리와 입구 주위에 굵은 돌출선을 돌리고 그 테두리 안에 몸을 꼬며 위로 치솟는 용 한 마리와 그 사이 공간에 구름무늬를 도드라지게 새겼다. 각각의 면에 있는 무늬는 하나의 틀에서 찍어낸 듯 하다. 입구 부분은 중앙에 반원형을 만들어 단조로움에 변화를 주었다.
이 요령은 예로부터 송광사에 전해 내려온 절 행사도구로 우아한 형태와 아름다운 조각으로, 우리 나라에 현존하는 요령 중에도 걸작에 속하며 제작 연대도 가장 오래된 것으로 추정된다. 

## 도난 및 회수
《순천 송광사 금동 요령》은 1974년 10월 9일 도난되었다가 10월 10일 회수되었다.

## 같이 보기
- 송광사

## 참고 자료
- 순천 송광사 금동 요령 - 국가유산청 국가유산포털